# 張育成
張 育成（ジャン・ユーチェン、1995年8月18日 - ）は、台湾（中華民国）の台東市出身のプロ野球選手（内野手）。右投右打。CPBLの富邦ガーディアンズ所属。代理人はワッサーマン。
フルネームは張 育成（ジャン・ユーチェン）（Chang Yu-Cheng）だが、MLBでの登録名は苗字と名前を短縮した ユー・チャン（Yu Chang）である。
兄は同じくプロ野球選手の張進德。台湾原住民のアミ族の血を引いている。

## 経歴

### プロ入りとインディアンス/ガーディアンズ時代
2013年6月3日にアマチュア・フリーエージェントでクリーブランド・インディアンス（2022年よりインディアンス→ガーディアンズへと改称）と契約し、プロ入り。
2014年6月20日に傘下のルーキー級アリゾナリーグ・インディアンスに配属され、プロデビュー。46試合に出場して打率.346、6本塁打、25打点、6盗塁を記録した。
2015年は、A級レイクカウンティ・キャプテンズで開幕を迎えた。6月10日に7日間の故障者リストに登録された。6月27日に故障者リストから復帰した。8月6日に再び7日間の故障者リストに登録された。8月18日に故障者リストから復帰した。最終的に105試合に出場して打率.232、9本塁打、52打点、5盗塁を記録した。
2016年は、A+級リンチバーグ・ヒルキャッツで開幕を迎えた。6月20日にカロライナ・リーグのオールスターゲームに選出された。8月11日に7日間の故障者リストに登録された。8月23日に故障者リストから復帰した。最終的に109試合に出場して打率.259、13本塁打、70打点、11盗塁を記録した。オフにはアリゾナ・フォールリーグに参加し、メサ・ソーラーソックスに所属した。
2017年は、AA級アクロン・ラバーダックスで開幕を迎えた。最終的に126試合に出場して打率.220、24本塁打、66打点、11盗塁を記録した。オフの11月20日にルール・ファイブ・ドラフトでの流出を防ぐために40人枠入りした。
2018年1月にMLB.comが発表したプロスペクトランキングにおいて、インディアンスの組織内で6位にランクインした。3月9日にオプションでAA級アクロンへ配属され、3月30日にAAA級コロンバス・クリッパーズに配属され、開幕を迎えた。7月10日にインターナショナルリーグのオールスターゲームに選出された。最終的に127試合に出場して打率.256、13本塁打、62打点、4盗塁を記録した。オフには2年ぶりにアリゾナ・フォールリーグに参加し、グレンデール・デザートドッグスに所属した。
2019年3月11日にオプションでAAA級コロンバスに配属され、開幕を迎えた。4月18日に左指の捻挫で7日間の故障者リストに登録された。4月25日に故障者リストから復帰した。4月30日に再び左指の捻挫で7日間の故障者リストに登録された。6月18日に故障者リストから復帰した。6月28日にMLB初昇格を果たし、同日のボルチモア・オリオールズ戦にて「8番・三塁手」で先発出場してメジャーデビュー（この試合は3打数無安打）。6月30日にオプションでAAA級コロンバスへ降格したが、8月25日に再びメジャーに復帰した。8月26日のカンザスシティ・ロイヤルズ戦ではMLB初安打を含むマルチ安打を放った。9月10日のロサンゼルス・エンゼルス戦ではMLB初本塁打を記録した。最終的には28試合に出場して打率.178、1本塁打、6打点を記録した。
2020年は開幕前の3月19日にオプションでAAA級コロンバスへ配属された。7月23日にメジャーに昇格した。8月31日にオルタネイト・トレーニング・サイトに登録された。9月15日に再びメジャーに昇格した。9月25日にオプションでオルタネイト・トレーニング・サイトに降格した。9月28日に再びメジャーに昇格した。最終的に新型コロナウイルスの感染拡大の影響で60試合の短縮シーズンとなる中で、10試合に出場して打率.182、1打点を記録した。
2021年のスプリングトレーニング中のプレシーズン・ゲームで18試合に出場して打率.282、4本塁打、OPS1.009を記録した。その結果、4月2日のデトロイト・タイガースとの開幕戦で、「7番・一塁手」として自身初となる開幕スタメン入りを果たした。同月13日のシカゴ・ホワイトソックス戦ではサヨナラエラーを犯し、アジア系住民としての人種差別や誹謗中傷を受けた事をSNSで公開した。7月2日にオプションでAAA級コロンバスへ降格した。7月21日にメジャーに再昇格した。8月1日のホワイトソックス戦では決勝打となる2点三塁打を放った。しかし、8月2日に再びオプションでAAA級コロンバスへ降格し、8月6日にアクティブ・ロースター入りした。8月13日に再びメジャーに再昇格し、翌14日のタイガース戦では本塁打を含む2長打、2打点を記録した。8月28日のボストン・レッドソックス戦では3試合連続となる本塁打を記録した。最終的には自己最多の89試合に出場して打率.228、9本塁打、39打点を記録した。
2022年は開幕から4試合に出場後の4月15日に10日間の故障者リストに登録された。4月29日にリハビリのため、AA級アクロンへ配属された。5月3日にAAA級コロンバスへ昇格し、5月13日にメジャーに復帰した。しかし、10打数無安打という成績で、5月26日にDFAとなった。

### パイレーツ時代
2022年5月30日に金銭トレードでピッツバーグ・パイレーツへ移籍した。パイレーツでは18試合に出場して打率.167、1本塁打、2打点という成績に終わり、6月30日にDFAとなった。

### レイズ時代
2022年7月5日にウェイバー公示を経てタンパベイ・レイズへ移籍し、7月8日にアクティブ・ロースター入りした。9月7日にMLBの台湾人選手としては初めて通算100安打を記録した。レイズでは36試合に出場し、打率.260、3本塁打、12打点を記録したが、9月9日にDFAとなった。

### レッドソックス時代
2022年9月12日にウェイバー公示を経てボストン・レッドソックスへ移籍し、同日中にAAA級ウースター・レッドソックスへ配属された。9月14日にアクティブ・ロースター入りした。レッドソックスでは11試合に出場して打率.150、1打点だった。オフの11月18日にノンテンダーFAとなった。
2023年2月16日にレッドソックスと単年のメジャー契約を結んだ。シーズン開幕前の3月に開催された第5回ワールド・ベースボール・クラシック（WBC）のチャイニーズタイペイ代表に選出された。チャイニーズタイペイは1次ラウンドで敗退したが、張は1次ラウンドのMVPとなった。また大会終了後に一塁手部門でベストナインに選出された。開幕後はメジャーで39試合に出場したが、打率.162、6本塁打という結果に終わり、8月8日にDFAとなった。8月11日にマイナー契約を結び直し、同日中にAAA級ウースターに送られた。オフの10月13日にFAとなった。

### 富邦時代
2024年6月28日に行われた台湾プロ野球のドラフト会議で、富邦ガーディアンズから1位指名を受けた。
2025年はシーズン開幕前の2月3日に第6回ワールド・ベースボール・クラシック(WBC)予選のチャイニーズタイペイ代表に選出された。

## プレースタイル
守備では遊撃手が本職で、UZR/150は+10.0程度と、UZRの評価基準でもわかるようにセイバーメトリクスのUZR基準では守備は優秀だが、インディアンスの遊撃には2020年までフランシスコ・リンドーアという不動のレギュラーがいたため、三塁手に回る可能性があるとも言われていた。実際には三塁手としても活躍し、2021年は一塁手、2022年からは二塁手としての起用が多かった。

## 詳細情報

### 年度別打撃成績
| 年 度     | 球 団     | 試 合 | 打 席 | 打 数 | 得 点 | 安 打 | 二 塁 打 | 三 塁 打 | 本 塁 打 | 塁 打 | 打 点 | 盗 塁 | 盗 塁 死 | 犠 打 | 犠 飛 | 四 球 | 敬 遠 | 死 球 | 三 振 | 併 殺 打 | 打 率 | 出 塁 率 | 長 打 率 | O P S |
| --------- | --------- | ----- | ----- | ----- | ----- | ----- | -------- | -------- | -------- | ----- | ----- | ----- | -------- | ----- | ----- | ----- | ----- | ----- | ----- | -------- | ----- | -------- | -------- | ----- |
| 2019      | CLE       | 28    | 84    | 73    | 8     | 13    | 2        | 1        | 1        | 20    | 6     | 0     | 0        | 0     | 0     | 11    | 0     | 0     | 22    | 4        | .178  | .286     | .274     | .560  |
| 2020      | CLE       | 10    | 13    | 11    | 1     | 2     | 0        | 0        | 0        | 2     | 1     | 0     | 0        | 0     | 0     | 2     | 0     | 0     | 4     | 2        | .182  | .308     | .182     | .490  |
| 2021      | CLE       | 89    | 251   | 237   | 32    | 54    | 14       | 3        | 9        | 101   | 39    | 1     | 0        | 0     | 1     | 11    | 0     | 2     | 69    | 4        | .228  | .267     | .426     | .693  |
| 2022      | CLE       | 4     | 10    | 10    | 0     | 0     | 0        | 0        | 0        | 0     | 0     | 0     | 0        | 0     | 0     | 0     | 0     | 0     | 7     | 0        | .000  | .000     | .000     | .000  |
| 2022      | PIT       | 18    | 49    | 42    | 5     | 7     | 1        | 0        | 1        | 11    | 2     | 0     | 1        | 0     | 0     | 4     | 0     | 3     | 18    | 1        | .167  | .286     | .262     | .548  |
| 2022      | TB        | 36    | 105   | 96    | 11    | 25    | 3        | 0        | 3        | 37    | 12    | 0     | 0        | 0     | 2     | 7     | 0     | 0     | 27    | 3        | .260  | .305     | .385     | .690  |
| 2022      | BOS       | 11    | 26    | 20    | 3     | 3     | 2        | 0        | 0        | 5     | 1     | 0     | 0        | 0     | 0     | 5     | 0     | 1     | 7     | 1        | .150  | .346     | .250     | .596  |
| '22計     | BOS       | 69    | 190   | 168   | 19    | 35    | 6        | 0        | 4        | 53    | 15    | 0     | 1        | 0     | 2     | 16    | 0     | 4     | 59    | 5        | .208  | .289     | .315     | .604  |
| 2023      | BOS       | 39    | 112   | 105   | 12    | 17    | 2        | 0        | 6        | 37    | 18    | 4     | 0        | 2     | 0     | 3     | 0     | 2     | 34    | 2        | .162  | .200     | .352     | .552  |
| 2024      | 富邦      | 47    | 182   | 137   | 29    | 37    | 5        | 1        | 10       | 74    | 30    | 4     | 0        | 0     | 1     | 40    | 2     | 4     | 40    | 3        | .270  | .445     | .540     | .985  |
| MLB：5年  | MLB：5年  | 235   | 650   | 594   | 72    | 121   | 24       | 4        | 20       | 213   | 79    | 5     | 1        | 2     | 3     | 43    | 0     | 8     | 188   | 17       | .204  | .265     | .359     | .624  |
| CPBL：1年 | CPBL：1年 | 47    | 182   | 137   | 29    | 37    | 5        | 1        | 10       | 74    | 30    | 4     | 0        | 0     | 1     | 40    | 2     | 4     | 40    | 3        | .270  | .445     | .540     | .985  |

- 2024年度シーズン終了時

### 年度別投手成績
| 年 度    | 球 団    | 登 板 | 先 発 | 完 投 | 完 封 | 無 四 球 | 勝 利 | 敗 戦 | セ 丨 ブ | ホ 丨 ル ド | 勝 率 | 打 者 | 投 球 回 | 被 安 打 | 被 本 塁 打 | 与 四 球 | 敬 遠 | 与 死 球 | 奪 三 振 | 暴 投 | ボ 丨 ク | 失 点 | 自 責 点 | 防 御 率 | W H I P |
| -------- | -------- | ----- | ----- | ----- | ----- | -------- | ----- | ----- | -------- | ----------- | ----- | ----- | -------- | -------- | ----------- | -------- | ----- | -------- | -------- | ----- | -------- | ----- | -------- | -------- | ------- |
| 2022     | TB       | 2     | 0     | 0     | 0     | 0        | 0     | 0     | 0        | 0           | ----  | 11    | 2.0      | 6        | 1           | 0        | 0     | 0        | 0        | 0     | 0        | 3     | 3        | 13.50    | 3.00    |
| MLB：1年 | MLB：1年 | 2     | 0     | 0     | 0     | 0        | 0     | 0     | 0        | 0           | ----  | 11    | 2.0      | 6        | 1           | 0        | 0     | 0        | 0        | 0     | 0        | 3     | 3        | 13.50    | 3.00    |

- 2022年度シーズン終了時

### 年度別守備成績
投手守備
| 年 度 | 球 団 | 投手（P） | 投手（P） | 投手（P） | 投手（P） | 投手（P） | 投手（P） |
| 年 度 | 球 団 | 試 合     | 刺 殺     | 補 殺     | 失 策     | 併 殺     | 守 備 率  |
| ----- | ----- | --------- | --------- | --------- | --------- | --------- | --------- |
| 2022  | TB    | 2         | 0         | 0         | 0         | 0         | ----      |
| MLB   | MLB   | 2         | 0         | 0         | 0         | 0         | ----      |

内野守備
| 年 度 | 球 団 | 一塁（1B） | 一塁（1B） | 一塁（1B） | 一塁（1B） | 一塁（1B） | 一塁（1B） | 二塁（2B） | 二塁（2B） | 二塁（2B） | 二塁（2B） | 二塁（2B） | 二塁（2B） | 三塁（3B） | 三塁（3B） | 三塁（3B） | 三塁（3B） | 三塁（3B） | 三塁（3B） | 遊撃（SS） | 遊撃（SS） | 遊撃（SS） | 遊撃（SS） | 遊撃（SS） | 遊撃（SS） |
| 年 度 | 球 団 | 試 合      | 刺 殺      | 補 殺      | 失 策      | 併 殺      | 守 備 率   | 試 合      | 刺 殺      | 補 殺      | 失 策      | 併 殺      | 守 備 率   | 試 合      | 刺 殺      | 補 殺      | 失 策      | 併 殺      | 守 備 率   | 試 合      | 刺 殺      | 補 殺      | 失 策      | 併 殺      | 守 備 率   |
| ----- | ----- | ---------- | ---------- | ---------- | ---------- | ---------- | ---------- | ---------- | ---------- | ---------- | ---------- | ---------- | ---------- | ---------- | ---------- | ---------- | ---------- | ---------- | ---------- | ---------- | ---------- | ---------- | ---------- | ---------- | ---------- |
| 2019  | CLE   | -          | -          | -          | -          | -          | -          | -          | -          | -          | -          | -          | -          | 25         | 10         | 32         | 0          | 1          | 1.000      | 8          | 1          | 2          | 0          | 1          | 1.000      |
| 2020  | CLE   | -          | -          | -          | -          | -          | -          | 2          | 4          | 7          | 1          | 1          | .917       | 3          | 0          | 1          | 0          | 0          | 1.000      | 4          | 1          | 4          | 0          | 1          | 1.000      |
| 2021  | CLE   | 49         | 296        | 22         | 3          | 28         | .991       | 8          | 6          | 15         | 1          | 1          | .955       | 21         | 11         | 26         | 1          | 9          | .974       | 7          | 11         | 15         | 0          | 4          | 1.000      |
| 2022  | CLE   | 2          | 4          | 2          | 0          | 1          | 1.000      | 2          | 1          | 4          | 0          | 0          | 1.000      | 1          | 0          | 0          | 0          | 0          | ----       | -          | -          | -          | -          | -          | -          |
| 2022  | PIT   | 5          | 40         | 2          | 0          | 3          | 1.000      | 11         | 14         | 21         | 1          | 5          | .972       | -          | -          | -          | -          | -          | -          | -          | -          | -          | -          | -          | -          |
| 2022  | TB    | 1          | 0          | 0          | 0          | 0          | ----       | 26         | 34         | 42         | 1          | 6          | .987       | 6          | 0          | 6          | 0          | 1          | 1.000      | 9          | 10         | 18         | 0          | 2          | 1.000      |
| 2022  | BOS   | 1          | 6          | 0          | 0          | 1          | 1.000      | 4          | 2          | 6          | 0          | 2          | 1.000      | -          | -          | -          | -          | -          | -          | 7          | 5          | 12         | 0          | 1          | 1.000      |
| '22計 | BOS   | 9          | 50         | 4          | 0          | 5          | 1.000      | 43         | 51         | 73         | 2          | 13         | .984       | 7          | 0          | 6          | 0          | 1          | 1.000      | 16         | 15         | 30         | 0          | 3          | 1.000      |
| MLB   | MLB   | 58         | 346        | 26         | 3          | 33         | .992       | 53         | 61         | 95         | 4          | 15         | .975       | 56         | 21         | 65         | 1          | 11         | .989       | 35         | 28         | 51         | 0          | 9          | 1.000      |

- 2022年度シーズン終了時

### 表彰
国際大会
- オールWBCチーム：1回（一塁手部門：2023年）
- WBC台中ラウンドMVP：1回（2023年）

### 背番号
- 2（2019年 - 2022年途中）
- 6（2022年途中 - 2022年途中）
- 9（2022年途中 - 2022年途中終了）
- 12（2022年途中 - 同年終了）
- 20（2023年）
- 99（2024年 - ）

### 代表歴
- 2023 ワールド・ベースボール・クラシック・チャイニーズタイペイ代表